# Ampedus ohsawai
Ampedus ohsawai là một loài bọ cánh cứng trong họ Elateridae. Loài này được Kishii miêu tả khoa học năm 2004.